# Панама (шляпа)
Пана́ма — головной убор.

Панама с опущенными краями

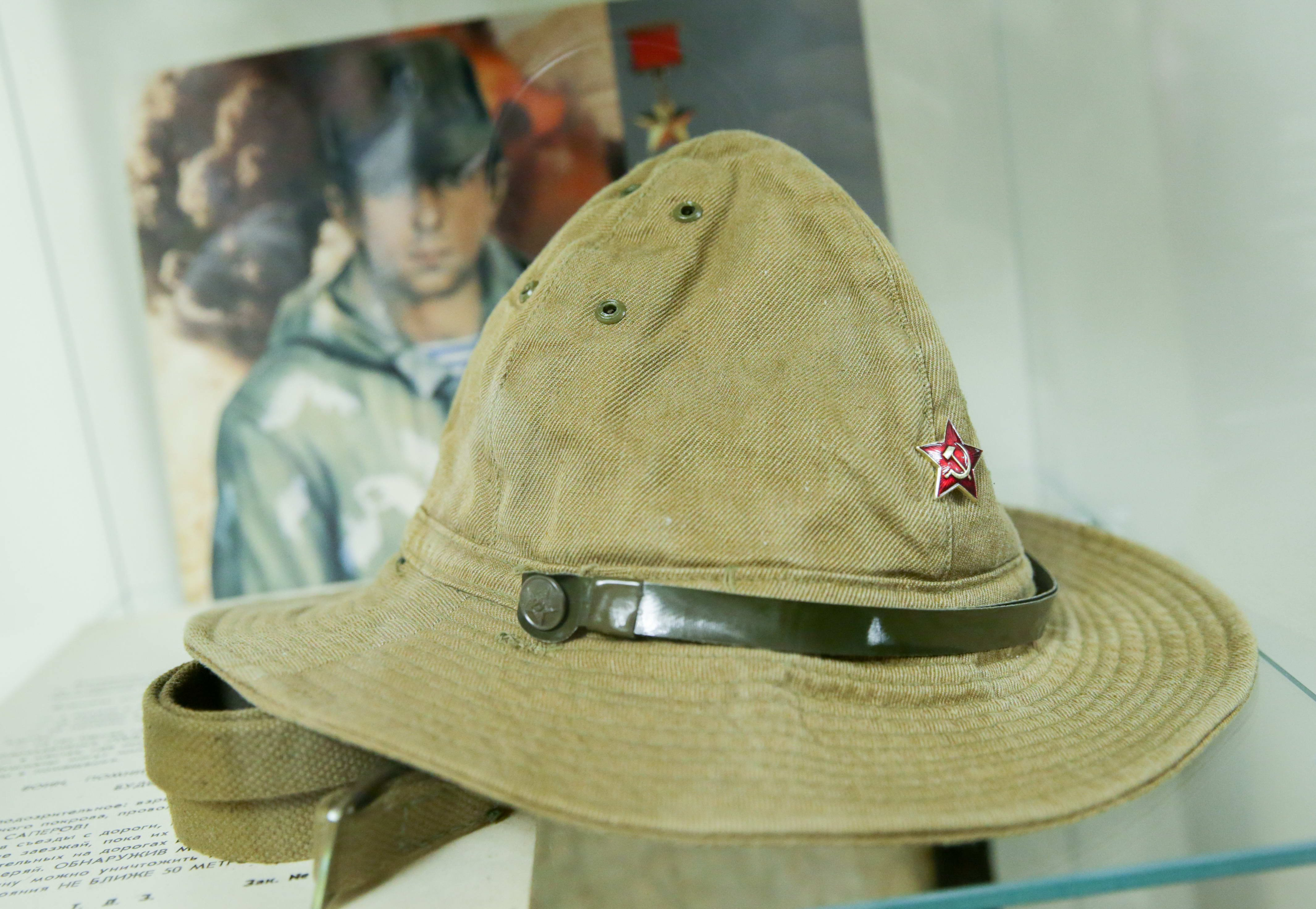
Армейская панама военнослужащего СССР для южных районов

Чаще всего панамой называют лёгкую шляпу с упругими полями из особого сорта соломы — токилья. Однако это слово используют для обозначения и других головных уборов:
- Головной убор из плотной ткани с узкими полями. В английском языке этот головной убор называют Bucket Hat (шляпа-ведро).
- Головной убор из ткани к военной форме в некоторых армиях мира.

Панама — национальный головной убор Эквадора. «Панамские шляпы» изготовляются не только в Эквадоре, но и в ряде других стран Латинской Америки, однако главным производителем остаётся Эквадор. Признанный центр панамоплетения — Куэнка, третий по размерам эквадорский город.
Своё имя головной убор получил благодаря тому, что приобрёл свою известность в Европе и США во время строительства Панамского канала в государстве Панама рядом с городом Панама.